# Loving You (Matt Cardle e Melanie C)
Loving You è un singolo dei cantanti britannici Matt Cardle e Melanie C, il primo estratto dal terzo album in studio Porcelain e pubblicato il 18 agosto 2013.
Esiste inoltre una versione in lingua spagnola, pubblicata anch'essa il 18 agosto.

## Tracce
Download digitale
1. Loving You – 3:34